# Burg Juntersdorf
Burg Juntersdorf steht am Ortsrand von Juntersdorf, einem Stadtteil von Zülpich im Kreis Euskirchen in Nordrhein-Westfalen, an der Astreastraße Nr. 6.
Burg Juntersdorf ist eine denkmalgeschützte zweiteilige Wasserburg aus Bruchsteinmauerwerk.
Das ehemalige Prümer Lehen wurde um 1400 zum Nideggener Burglehen. 1443 verkauften die von Guntersdorf das Anwesen an den Ritter Reinhard Brent von Vernich. 1463 erscheint Degenhard Haes zu Türnich als Lehensinhaber. Am 4. Dezember 1494 tauschen Wilhelma vanme Driesche, Witwe des Wilhelm von Linzenich, und ihre Kinder die Burg Konradsheim gegen Burg Juntersdorf. Durch Heirat kam die Burg dann später an die von Koelgraven und die von Holzheim. Johann Wilhelm von Harff kam ebenfalls durch Heirat zu diesem Besitz. Im Jahre 1627 nahm er größere Instandsetzungen an der Burg vor. Der bis vor Jahren noch lesbare Stein im Herrenhaus trug neben den Familienwappen auch diese Jahreszahl.
Der landtagsfähige Rittersitz fiel dann durch Erbschaft an seinen Sohn Balduin. Von ihm erbte dessen Schwester Agnes, die Juntersdorf ihrem Gatten Johann Heinrich Spies von Büllesheim zu Bubenheim mitbrachte. Der nächste Eigentümer wurde die Erbtochter Philippine Isabella Klara Spies von Büllesheim. Sie heiratete Johann Franz Berghe von Trips. Er wurde 1723 im Codex Welser als Eigentümer genannt. Ab dem Anfang des 19. Jahrhunderts zogen die von Berghe zu Trips nach Burg Hemmersbach. Juntersdorf wurde zum Pachtgut. Nach zwei Bränden in den Jahren 1848 und 1883 musste die Burg fast ganz neu und auch größer wieder aufgebaut werden. Die heutige Besitzerfamilie Rolff erwarb die Burg Juntersdorf von Graf Eduard Berghe von Trips zu Hemmersbach.
Die Gräben der Wasserburg sind schon lange zugeschüttet. Die ehemalige Burg besteht heute nur noch aus einem großen Wirtschaftshof und einem Wohngebäude. Die Wirtschaftsgebäude sind als Dreiflügelanlage dem Herrenhaus im Osten vorgelagert. Der nördliche Flügel mit seinem neuen Torbau von 1883 schließt sich direkt an das Herrenhaus an.
Burg Juntersdorf wurde am 24. November 1981 unter Nummer 19 in die Denkmalliste der Stadt Zülpich eingetragen.